# 迫本淳一
迫本 淳一（さこもと じゅんいち、1953年4月2日 - ）は、日本の実業家・弁護士。松竹株式会社代表取締役社長。

## 人物
東京都文京区出身。父は本州製紙元専務の迫本省一。母方の祖父は松竹元会長の城戸四郎。曾祖父（父方の祖母の父）は富士製紙元社長の大川平三郎。
慶應義塾幼稚舎、慶應義塾普通部、慶應義塾高等学校を経て、慶應義塾大学経済学部と法学部法律学科卒業。カリフォルニア大学ロサンゼルス校ロースクール修了。
小中学生時代は水泳が得意で、小6の時には慶應幼稚舎の新記録、中2の時には神奈川県の学年新記録を樹立し、中3の時には関東大会で優勝した。高校ではハンドボール部のキャプテンとしてチームを率い、弱小だったチームをインターハイ出場に導いた。
大学卒業後、松竹映画劇場株式会社で働きながら司法試験に挑戦し続け、37歳で合格。その後、ハーバード大学ロースクール客員研究員を務め、帰国後に当時松竹の会長だった永山武臣の熱心な誘いにより同社の顧問として入社。翌年、副社長に就き、2004年に代表取締役社長に就任。日本ではまだ数少ない弁護士資格を有する上場企業の社長となる。
経営を握ってからは財務改善に取り組み、鎌倉シネマワールドを含む大船撮影所を閉鎖するなどの改革を打ち出した。その後利益体質を得るために、歌舞伎座にオフィスビルを併設するなどの取り組みを行っている。
大学時代から世界に目を広げた考え方を持っており、インバウンド需要を想定して2019年には南座で「京都ミライマツリ2019」を開催、米国ラスベガスでも公演を行っている。ラスベガスでの公演は最新技術を取り入れており、同様に最新技術とコラボレーションした例としては2016年のニコニコ超会議から公演を重ねている「超歌舞伎」がある。
家族は、妻と息子3人がいる。

## 略歴
- 1976年 3月 - 慶應義塾大学経済学部卒業
- 1978年 3月 - 慶應義塾大学法学部卒業
- 1978年 4月 - 松竹映画劇場株式会社入社
- 1990年 10月 - 司法試験合格
- 1993年 4月 - 司法修習修了、弁護士登録（第二東京弁護士会・45期）、三井安田法律事務所入所
- 1997年 5月 - カリフォルニア大学ロサンゼルス校ロースクール修了
- 1997年 9月 - ハーバード大学ロースクール客員研究員
- 1998年 4月 - 松竹株式会社顧問就任
- 1998年 5月 - 同社代表取締役副社長就任
- 2004年 5月 - 同社代表取締役社長就任

## テレビ番組
- 日経スペシャル カンブリア宮殿 エンタメを極めて120年 ピンチに攻める！松竹（2022年7月28日、テレビ東京）- 松竹 社長として出演[7]。